# Чернявский, Анатолий Ипполитович
Анатолий Ипполитович Чернявский (2 октября 1923, Алупка, Крымская АССР — 5 апреля 2007, Курган) — советский лётчик, командир Курганского объединённого авиационного отряда Гражданской авиации (1961/66—1983), пилот 1-го класса, заслуженный пилот СССР. Участник советско-японской войны, капитан.

## Биография
Анатолий Ипполитович Чернявский родился 2 октября 1923 года в деревне Алупке  Алупкинского сельсовета Ялтинского района Крымской АССР РСФСР, ныне город входит в городской округ Ялта Республики Крым Российской Федерации, но согласно административному делению Украины — в Алупкинский городской совет Ялтинского городского совета Автономной Республики Крым Украины. Закончил алупкинскую Русскую школу. Детство прошло в Алупке, дружил с Амет-Ханом Султаном, эта дружба продлилась на всю жизнь. Он был для него примером. Анатолий Чернявский решил идти по стопам Амет-Хана Султана и стать лётчиком.
В армии с мая 1941 года.
3 апреля 1942 года был зачислен курсантом 4-й учебной эскадрильи Гражданского воздушного флота в городе Симферополе.
В июле 1942 года назначен пилотом-инструктором 101-й учебной эскадрильи Гражданского воздушного флота в городе Стерлитамаке, которую в 1943 году перебазировали в город Курган.
В мае 1943 года зачислен в штат Курганской авиационной школы пилотов первоначального обучения Гражданского воздушного флота на должность пилота-инструктора.
В июле 1945 года Чернявский был откомандирован из авиашколы в распоряжение начальника Курганского аэропорта для выполнения полётов на санитарном самолёте С-2 по территории Зауралья.
Участник советско-японской войны в составе 535-го истребительного авиационного полка 32-й истребительной авиационной дивизии 9-й воздушной армии 1-го Дальневосточного фронта.
1 июня 1945 года создано Курганское авиапредприятие. Стала работать внутриобластная воздушная связь, на линиях, которые проходят по многим районам области, курсируют самолёты, перевозящие почту, пассажиров, грузы. Первыми лётчиками были А.И. Чернявский и Г.С. Багаев. В июле 1945 года старшина Чернявский откомандирован из авиашколы в распоряжение начальника Курганского аэропорта для выполнения полётов  по территории Курганской области на единственном самолёте С-2 (санитарный вариант самолета По-2) с врачами на борту, среди них были: Г.А. Илизаров, Я.Д. Витебский.
В феврале 1948 года Чернявский А.И. уволен из армии в звании капитана и перешёл в Гражданскую авиацию. Он прошёл все ступени должностей командно-лётного состава, последовательно возглавляя звено 238-го авиаотряда, эскадрилью 121-го авиаотряда.
В 1950 году присвоено звание старший лейтенант гражданской авиации (в 1954 году звания в гражданской авиации отменены).
В 1952 году вступил в КПСС.
Приказом начальника Уральского управления гражданского воздушного флота от 11 января 1961 года № 4 121-й авиаотряд реорганизован в отдельную авиаэскадрилью, объединённую с аэропортом 4-го класса Курган, командиром стал А. И. Чернявский.
Приказом начальника Уральского управления гражданской авиации от 17 июня 1966 года № 58 Курганская отдельная авиаэскадрилья реорганизована в Курганский объединённый авиационный отряд гражданской авиации. Чернявский был утверждён в должности командира Курганского объединённого авиационного отряда ГВФ.
Под его руководством в 1970-х годах аэропорт претерпел серьезную модернизацию: построена асфальто-бетонная взлетно-посадочная полоса, в 1972 году построен аэровокзал с пропускной способностью 200 пассажиров в час, в 1977 году на привокзальной площади построено здание гостиницы. Производились перевозки пассажиров и грузов на самолётах Ил-18, Ан-24 в различные города СССР, а на самолётах Ан-2 — внутриобластные перевозки. В 1977 году из аэропорта Курган было отправлено 360 тыс. пассажиров, т.е. в среднем по 1000 человек в день. В тот период в предприятии трудилось 965 работников, из них 200 человек летного состава и 180 технического. Курганские экипажи самолётов Ан-2 принимали самое активное участие в освоении нефтяных и газовых месторождений Севера, выполняли большие объёмы авиационно-химических работ на сельскохозяйственных просторах страны. В эти годы было построено здание городского агентства воздушного транспорта и многоэтажные жилые дома для работников аэропорта.
В 1972г. получил звание «Заслуженный пилот СССР» (Курганский объединенный авиаотряд).
Был избран депутатом Курганского областного Совета депутатов трудящихся.
В 1983 году А. Чернявский вышел на пенсию.
Анатолий Ипполитович Чернявский умер 5 апреля 2007 года в городе Кургане Курганской области. Похоронен на кладбище деревни Белый Яр Большечаусовского сельсовета Кетовского района Курганской области, ныне деревня входит в Кетовский муниципальный округ той же области.

## Награды и звания
- Орден Трудового Красного Знамени,
- Орден «Знак Почёта», дважды
- Медаль «За победу над Германией в Великой Отечественной войне 1941—1945 гг.»
- Заслуженный пилот СССР, 18 августа 1972 года
- Пилот 1-го класса, имевший налёт свыше 14000 часов.

## Память
- С 30 ноября по 20 декабря 2020 года на сайте Общественной палаты Курганской области было голосование по выбору имени, которое присвоят аэропорту Кургана. В опросе приняли участие свыше 10 тысяч человек. Большинство голосов набрали Чернявский, 28,8 %, и хирург-ортопед Гавриил Абрамович Илизаров — 28 %[4]. Недовольные итогами заговорили в соцсетях о накрутке голосов и с 25 декабря 2020 года до 15 января 2021 года был проведён второй тур голосования, в котором Илизаров получил 4424 голоса — 63 %, А. Чернявский — 30,4 %[5]. В июне 2021 года президент Российской Федерации В. В. Путин подписал указ о присвоении международному аэропорту Курган имени Г. А. Илизарова[6].

## Семья
Анатолий Чернявский был женат, жена Мария Глебовна (10 мая 1922 — 18 апреля 2007). Сын Владимир — лётчик. Дочь Галина.